# Austerlitz (Zeist)
Austerlitz ist ein Dorf in der Gemeinde Zeist, Provinz Utrecht, Niederlande.

## Geschichte
Die Geschichte Austerlitz' reicht bis 1804 zurück, als Auguste de Marmont, ein General Napoleon Bonapartes, hier 18.000 Mann zusammenzog, was etwa der Hälfte seiner Truppen entsprach, und ein Lager mit der Bezeichnung Camp d'Utrecht bzw. Kamp van Utrecht aufschlug. Bald zog das Lager Geschäftsleute an, die in der Mannschaft Kunden fanden.
1804 ließ de Marmont seine Truppen ein auffälliges pyramidenförmiges Denkmal errichten, das die Bevölkerung den Marmontberg nannte. Obgleich er auf dem Gemeindegebiet von Woudenberg liegt, gilt er heute unter der Bezeichnung Pyramide van Austerlitz als das Wahrzeichen des Dorfes.
Als Marmont mit seinen Truppen später zu anderen Kampfplätzen weggerufen wurde, blieben manche der Geschäftsleute und bildeten die Keimzelle des Dorfes.
Nach Napoleons Sieg in der Schlacht von Austerlitz am 2. Dezember 1805 in Mähren, beschloss sein Bruder Louis Bonaparte, der spätere König von Holland, Dorf und Pyramide den Namen Austerlitz zu verleihen. Louis beabsichtigte 1806, Austerlitz zu einer Stadt auszubauen, verwarf die Pläne jedoch, und Napoleon gemeindete es 1812 nach Zeist ein.

## Freizeit
- Die Sportvereniging Austerlitz ist in den Disziplinen Fußball, Tennis, Darts und Klaverjassen (einem niederländischen Kartenspiel, vgl. Belote) vertreten.
- Mit dem Beauforthuis gibt es ein Theatercafé

## Persönlichkeiten
- Mick Mulder, Schauspieler
- Nick Venema, Fußballer beim VVV Venlo
- Erik Visser, Gitarrist und Sänger bei Flairck[2]

## Belege
1. ↑  Kerncijfers wijken en buurten 2024. In: StatLine. CBS, 14. Oktober 2024, abgerufen am 20. Oktober 2024.
2. ↑  Musicians